# حي طركينلي
حي طركينلي (بالصومالية: Degmada Dharkenley)‏ هي إحدى مقاطعات محافظة بنادر جنوب شرق الصومال، وأحد أحياء العاصمة مقديشو الواقعة في أقصى غرب المدينة.